# Zwariowany świat Malcolma
Zwariowany świat Malcolma (Malcolm in the Middle) – amerykański serial komediowy (tzw. ang. sitcom) stworzony przez Linwooda Boomera dla Fox Broadcasting Company. W Polsce emitowany przez telewizję Polsat, TV4, Comedy Central Family i Comedy Central.

## Obsada
- Frankie Muniz jako Malcolm Wilkerson[1]
- Justin Berfield jako Reese Wilkerson
- Erik Per Sullivan jako Dewey Wilkerson
- Christopher Masterson jako Francis Wilkerson
- Bryan Cranston jako Hal Wilkerson
- Jane Kaczmarek jako Lois Wilkerson

## Fabuła
Serial opowiada o perypetiach Malcolma, środkowego dziecka z dysfunkcyjnej, wielodzietnej rodziny, mieszkającej na przedmieściach. Jego życie diametralnie się zmienia, gdy po teście przeprowadzonym przez szkolną pedagog okazuje się, że ma bardzo wysoki iloraz inteligencji. Malcolm zostaje natychmiast przeniesiony do klasy dla wybitnie uzdolnionych dzieci, zwanej powszechnie jako "Krelboynes". Jego rodzice, zwłaszcza apodyktyczna matka Lois, są zachwyceni takim obrotem spraw. Uważają, że da to ich synowi szanse na lepszą edukację i start w przyszłość. Jednak sam Malcolm nie podziela ich entuzjazmu. Chłopiec nie czuje się dobrze w nowym otoczeniu. Rówieśnicy z klasy dla geniuszy bardzo się od niego różnią. Są słabi fizycznie, nie spędzają aktywnie wolnego czasu, cały czas siedzą nad książkami i mają obsesję na punkcie wysokich ocen. Do tego, uczniowie z klasy "Krelboynes", stoją na samym dole szkolnej hierarchii i są pośmiewiskiem wszystkich. Ma to ogromny wpływ na szkolne życie Malcolma i jego relacje z rówieśnikami. W wyniku trafienia do klasy dla geniuszy, Malcolm traci wszystkich dawnych przyjaciół. Koledzy z którymi uczył się przez wiele lat zaczynają go unikać i udawać, że go nie znają. Największą przykrością jest jednak dla niego utrata kontaktu z Julie Houlermann, koleżanką z klasy w której był zakochany. To, oraz wydarzenia z późniejszych odcinków sprawiają, że Malcolm z czasem zamienia się w zgorzkniałego, samolubnego cynika, mającego problemy z nawiązywaniem bliskich relacji z rówieśnikami, oraz utrzymywaniem ich przez dłuższy czas. Szczególnie widać to po jego relacjach z dziewczynami. Jedynym bliskim przyjacielem Malcolma, zostaje niepełnosprawny Stevie Kenarban. Pierwsze sezony serialu skupiają się przede wszystkim na postaci Malcolma, jego szkolnym i domowym życiu. Pokazują, jak radzi sobie z nową rzeczywistością, poczuciem wyrzucenia na margines szkolnej społeczności, pogardą dla kolegów z klasy "Krelboynes", oraz dziwactwami swoich krewnych. Późniejsze sezony znacznie bardziej rozwijają wątki krewnych Malcolma i często stają się one głównymi motywami fabuły niektórych odcinków. Malcolmowi często zdarza się burzyć tzw. czwartą ścianę, komentując zachowania rodziny i rówieśników, zwracając się bezpośrednio do widza.

## Muzyka
Utwór tytułowy, "Boss of Me" został nagrany przez They Might Be Giants specjalnie na potrzeby serialu. Za tę piosenkę zespół otrzymał Nagrodę Grammy. They Might Be Giants przygotowywał również muzykę w tle do dwóch pierwszych sezonów.
W serialu można usłyszeć również takie zespoły jak: ABBA, Basement Jaxx, Sum 41, Kenny Rogers, Lords Of Acid, The Getaway People, En Vogue, Phil Collins, Quiet Riot, Queen czy Titán and Citizen King.

## Nagrody
- Siedem Nagród Emmy[2]
- Jedna Nagroda Grammy[2]
- Nominacje do siedmiu Złotych Globów[2]